# Лакран, Джеймс
Сэр Джеймс Лакран (англ. James Loughran; 30 июня 1931, Глазго — 19 июня 2024) — шотландский дирижёр.
В 1961 году выиграл конкурс дирижёров, проводившийся лондонским оркестром «Филармония». После этого он работал с Борнмутским симфоническим оркестром, в 1965—1971 годах возглавлял Шотландский симфонический оркестр BBC, затем в 1971—1972 годах руководил Оркестром Халле. В 1974 году Лакран руководил первым концертом новосозданного Шотландского камерного оркестра. В 1979—1983 годах Лакран был главным дирижёром Бамбергского симфонического оркестра, в 1996—2003 годах — Орхусского симфонического оркестра. Он также неоднократно появлялся во главе Симфонического оркестра BBC в ходе Би-Би-Си промс.
Среди значительных записей Лакрана — все симфонии Иоганнеса Брамса с Оркестром Халле и получившая широкую известность запись сюиты Густава Холста «Планеты».

## Ранняя жизнь
Джеймс Лакран получил образование в колледже Святого Алоизия в Глазго. Когда он обратился за советом к одному из дирижеров Шотландского национального оркестра, Карлу Ранклу , с вопросом о том, как развивать свою музыкальную карьеру, Ранкл предложил ему набраться опыта, работая в системе немецких оперных театров. Таким образом, Джеймс получил должность репетитора в Боннской опере в 1958 году, где он познакомился с Питером Маагом.
Лакран начал свою дирижерскую карьеру с Симфоническим оркестром Борнмута после победы на конкурсе дирижеров филармонического оркестра 1961 года, судьями которого были  Отто Клемперер, Карло Мария Джулини. В Борнмуте Джеймс работал вместе с главным дирижером оркестра Константином Сильвестри . Лакран дебютировал в Ковент-Гардене с оперой Верди «Аида» в 1964 году, в результате чего Бенджамин Бриттен пригласил его стать музыкальным руководителем Английской оперной группы.

## Карьера
Лакран был главным дирижером Шотландского симфонического оркестра BBC с 1965 по 1971 год. Впоследствии он стал главным дирижером The Hallé в сезоне 1971-72, сменив сэра Джона Барбиролли. Он занимал этот пост до 1983 года, а с 1983 по 1991 год был лауреатом дирижера в The Hallé.
Работа в Великобритании заключалась в проведении первого концерта недавно сформированного Шотландского камерного оркестра в 1974 году. Джеймс также пять раз дирижировал «Last Night of the Proms» между 1977 и 1985 годами. Он был главным приглашенным дирижером национального оркестра BBC в Уэльсе 1987 по 1990 год. За пределами Великобритании Лакран был главным дирижёром Бамбергского симфонического оркестра с 1979 по 1983 год, а также являлся первым из британских дирижеров, назначенных руководителем крупного немецкого оркестра. В Дании Джеймс был главным дирижером Орхусского симфонического оркестра с 1996 по 2003 год. Он дебютировал в Америке в 1972 году, дирижируя Нью-Йоркский филармонический оркестр. С 1980 года Джеймса Лакрана постоянно приглашали дирижировать Японским филармоническим оркестром, который сделал его почетным дирижёром в 2006 году.
Лакран активно выступал в качестве приглашенного дирижера со многими крупнейшими оркестрами мира, включая Лондонский филармонический оркестр, Королевский филармонический оркестр, Лос-Анджелесский филармонический оркестр, Далласский симфонический оркестр, Мюнхенский филармонический оркестр, Берлинский Королевский оркестр, Венский симфонический оркестр, Стокгольмскую филармонию, Симфонический оркестр Финского радио, Симфонический оркестр Штутгартского радио и другие.
Джеймс Лакран также являлся президентом Эдинбургского молодёжного оркестра и членом Королевской шотландской академии музыки и драмы .

## Личная жизнь
Джеймс Лакран был дважды женат. Его первый брак был заключён с Нэнси Когган в 1961 году. Союз закончился разводом в 1983 году. Джеймс женился второй раз на Людмиле Навратил в 1985 году.
Умер 19 июня 2024 года в возрасте 92 лет.